# Audi A6 e-tron
Audi A6 e-tron egy akkumulátoros elektromos, felsőkategóriás autótípus, melyet 2024-től gyártanak.

## A modell története és leírása

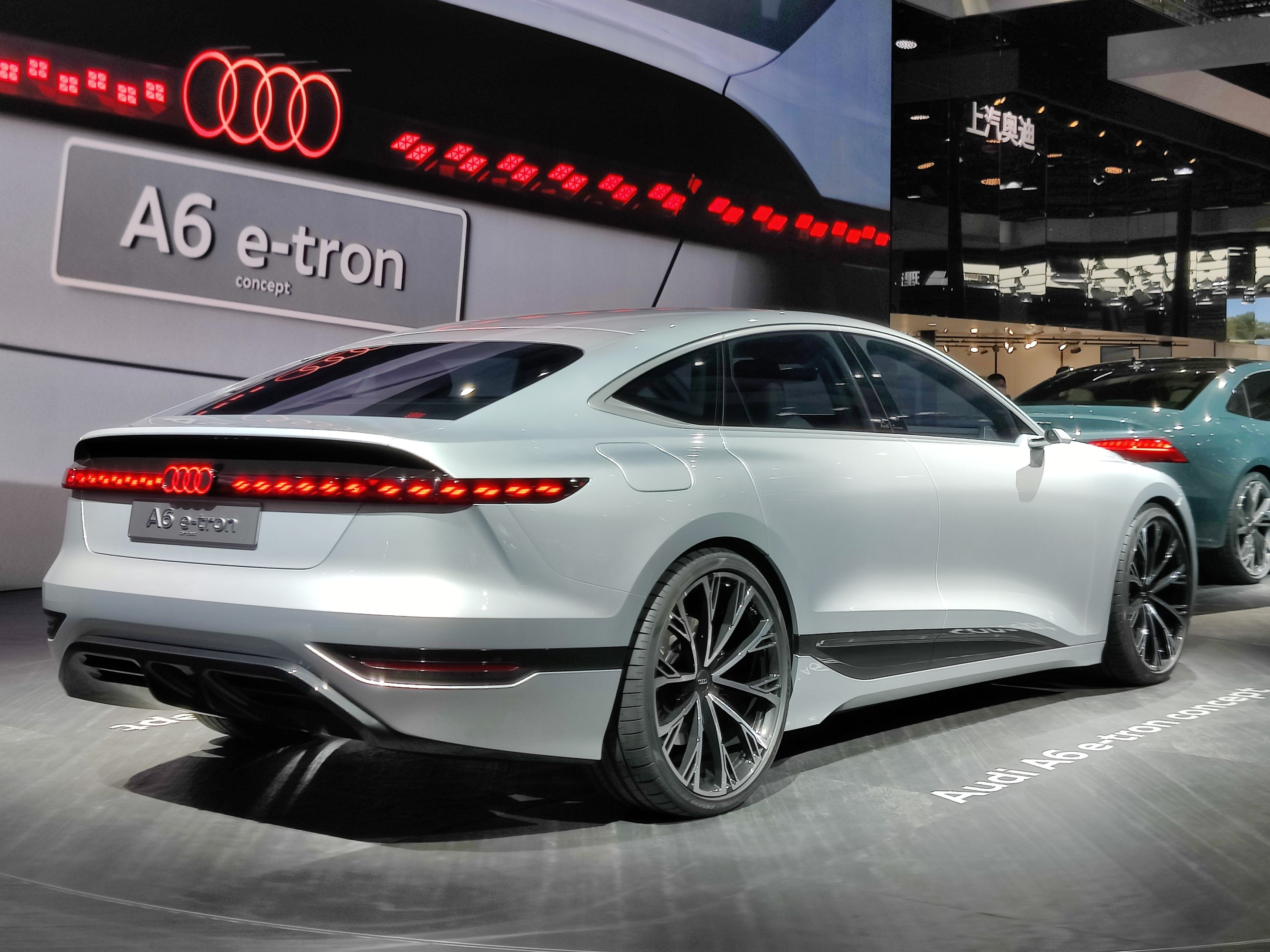
Audi A6 e-tron Concept koncepcióautó

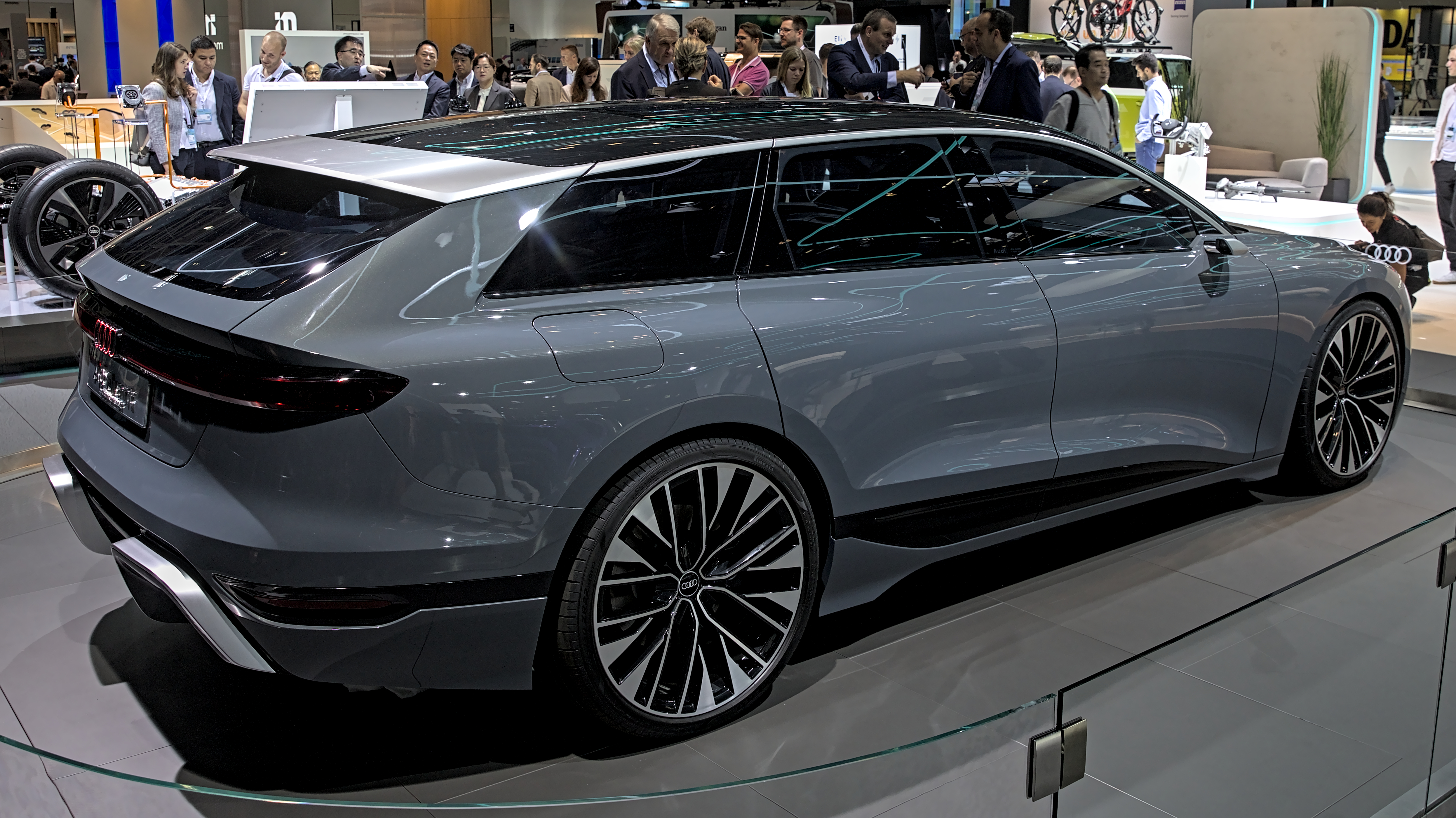
Audi A6 Avant e-tron koncepcióautó

2021 áprilisában, a kínai Sanghajban megrendezett nemzetközi autókiállításon került sor az Audi A6 e-tron Concept koncepcióautó premierjére, amely egy új, teljesen elektromos modellt jelentett be a felsőkategóriában. Egy évvel később, 2022 márciusában a cég újabb tanulmányt mutatott be, ezúttal a második karosszériaváltozatot hirdette meg egy ötajtós, Avant becenévre hallgató kombi formájában. Végül a sorozatgyártású modellt 2024 júliusának végén mutatták be hivatalosan, ez a cég első elektromos modellje az A sorozatból.
Az Audi A6 e-tron a cég stílusnyelvének következő generációját követi, amelyet többek között a kétsoros fényszórók, amelyeket alacsonyan beállított, éles formájú lencsék alkotnak mátrix LED-es világítással, valamint egy nagy karosszériaszín hűtőrács, amely többek között aktív tempomat radarok. A karcsú, rejtett ajtókilincsekkel és enyhén lejtős tetővonallal rendelkező karosszériát a lehető legjobb aerodinamikai tulajdonságok elérésének vágya diktálta, ami segített a 0,21-es légellenállási együttható elérésében. Az A6 e-tron egyszerre debütált ötajtós liftbackként és ötajtós kombiként Avant becenévvel, amelyet mindkét esetben a gyártó logóját is integráló, jellegzetes hátsó lámpakeverékkel tekertek. Ez a második Audi modell Q6 e-tron SUV után, amelyet a Volkswagen-csoport új, moduláris PPE platformján fejlesztettek ki, amelyet nagy, fényűző elektromos autóknak fejlesztettek ki.
Az Audi A6 e-tron műszerfala ugyanolyan esztétikus maradt, mint a cég más, ezzel egyidőben debütáló modelljei, új stíluskoncepciót képviselve. Ennek eredményeként a műszerfalat egy nagy, ívelt panel uralja, amely egy 11,9 hüvelykes digitális órát és egy 14,5 hüvelykes érintőképernyős központi multimédiás rendszer képernyőt hoz létre. Ezenkívül az utas előtt egy harmadik, 10,9 hüvelykes érintőképernyő található. Opcionálisan az autó fel van szerelve többek között: digitális külső tükrökkel, valamint állítható napfénytető-sötétítő rendszerrel

### Értékesítés
A kapcsolódó Q6 e-tronhoz hasonlóan az Audi A6 e-tronnak is eredetileg korábban kellett volna a premierje, és már 2023-ban forgalomba kerüljön, de a szoftverfejlesztéssel járó bonyodalmak ezt a folyamatot több mint egy évvel meghosszabbították. Végül az értékesítés közvetlenül a premier után megindult, a fő versenytársak között a BMW i5 és Mercedes-Benz EQE modellek voltak. A rendelést 2024 szeptemberében tették lehetővé, az első egységek vevőknek történő szállítását pedig még az év őszére ütemezték.

### Műszaki adatok
Az Audi A6 e-tront kizárólag a teljesen elektromos meghajtás szem előtt tartásával fejlesztették ki. Az alapváltozat 367 LE-s motorral van felszerelve, amely a hátsó tengelyre küldi az erőt, 5,4 másodperc alatt éri el a 100 km/h-t, maximális sebessége pedig 210 km/h. A két tengelyre erőt továbbító két motorral felszerelt csúcs S6 e-tron 503 LE-t fejlesztett ki, 3,9 másodperc alatt gyorsult 0-ról 100 km/h-ra, maximális sebessége pedig 240 km/h. Mindkét változat 100 kWh-s akkumulátort kapott, ami lehetővé teszi, hogy a gyengébb változat a WLTP szabvány szerinti kombinált ciklusban akár 750 kilométeres hatótávolságot is elérjen (illetve az Avant változatnál 720-as). A 800 V-os A6 architektúrának köszönhetően az e-tron akár 270 kW teljesítményű egyenárammal is tölthető, így 10 perc alatt további 310 kilométeres hatótávolságot tesz lehetővé.

## Fordítás
Ez a szócikk részben vagy egészben  az   Audi A6 e-tron című lengyel Wikipédia-szócikk ezen változatának fordításán alapul.  Az eredeti cikk szerkesztőit annak laptörténete sorolja fel. Ez a jelzés csupán a megfogalmazás eredetét és a szerzői jogokat jelzi, nem szolgál a cikkben szereplő információk forrásmegjelöléseként.